# Misumenops rubrodecoratus
Misumenops rubrodecoratus är en spindelart som beskrevs av Jacques Millot 1942. Misumenops rubrodecoratus ingår i släktet Misumenops och familjen krabbspindlar. Inga underarter finns listade i Catalogue of Life.